# جنگ صدساله
جنگ صدساله یا جنگ‌های صدساله جنگی بین پادشاهی فرانسه و پادشاهی انگلستان با هدف پادشاهان انگلستان برای تسلط بر تاج و تخت فرانسه بود. این جنگ‌ها سال ۱۳۳۷ میلادی آغاز و سال ۱۴۵۳ میلادی به پایان رسید. با وجود این که ۱۱۶ سال به طول انجامید به «جنگ‌های صدساله» معروف شد.
جنگ پس از مرگ شارل چهارم و پایان شاخهٔ اصلی دودمان کاپت آغاز شد. چون هیچ وارث مذکری در شاخهٔ اصلی خاندان کاپت وجود نداشت، ادوارد سوم، پادشاه انگلستان که نوه فیلیپ چهارم و خواهرزاده شارل چهارم، پادشاهان فرانسه بود، مدعی تاج و تخت این کشور شد. از سوی دیگر، اشراف فرانسه ترجیح دادند برای جلوگیری از تسلط یک انگلیسی بر کشورشان، فیلیپ ششم را که نوه فیلیپ سوم و عموزاده شارل چهارم بود، به پادشاهی برگزینند. به این ترتیب، فیلیپ ششم به عنوان نخستین پادشاه دودمان والوآ بر تخت فرانسه نشست.
جنگ میان خاندان والوا در فرانسه و خاندان پلانتاژنه در انگلستان به جز دو دورهٔ صلح موقت (در فاصلهٔ سال‌های ۱۳۶۰–۱۳۶۹ میلادی و ۱۳۸۹–۱۴۱۵ میلادی)، چندین نسل به طول انجامید و در نهایت در سال ۱۴۵۳ میلادی با پیروزی خاندان والوآ و بیرون راندن انگلیسی‌ها از خاک فرانسه به پایان رسید.
جنگ صدساله یکی از خونین‌ترین جنگ‌های تاریخ بشر بود که سبب وخامت اوضاع اروپای غربی شد. این جنگ چند اثر مهم دیگر نیز داشت. در پی این جنگ جغرافیای سیاسی غرب اروپا تقریباً مشخص شد و این جغرافیا همچنان پس از چند سده تغییر قابل توجهی نکرده است. اشتیاق شدید انگلیسی‌ها برای دستیابی به متصرفات در بدنه اصلی خاک اروپا از بین رفت و انگلستان پس از آن همواره در درگیری‌های قاره اروپا به عنوان نیروی کمکی ظاهر می‌شود. این جنگ باعث رشد قابل‌توجه فنون جنگی گشت. در این جنگ برای نخستین بار در اروپا سلاح‌های آتشین به کار گرفته شد. این جنگ‌ها همچنین استفاده از سواره نظام زرهپوش را کاهش داد.

## پیش‌زمینه و عوامل

نقشه فرانسه در سال ۱۳۲۸ میلادی

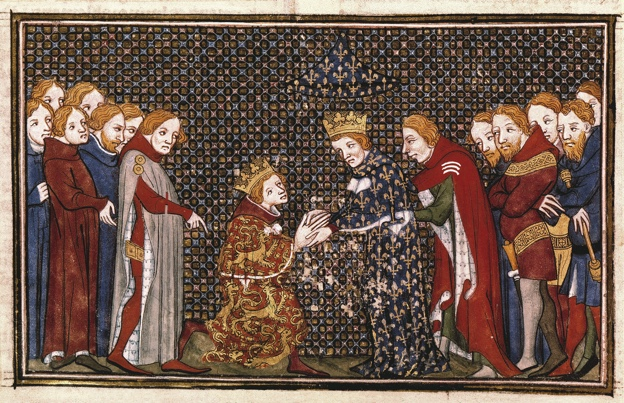
ادوارد سوم در حال ادای سوگند به فیلیپ ششم در ارتباط با دوک‌نشین آکیتن

پس از مرگ فیلیپ چهارم، پادشاه فرانسه در سال ۱۳۱۴ میلادی، سه پسر تاجدار او نیز تا سال ۱۳۲۸ میلادی در سنین جوانی بدون برجای گذاشتن هیچ جانشین مذکری درگذشتند. با توجه به قانون سالیک و محدود شدن امر جانشینی در قوانین سلطنتی فرانسه به افراد مذکر، ادوارد سوم، پادشاه شانزده ساله انگلستان به عنوان نوه دختری فیلیپ چهارم، در کنار دو برادرزاده فیلیپ چهارم، مدعی تاج‌وتخت فرانسه شدند. با وجود نسبت مستقیم و نزدیک‌تر ادوارد به خاندان سلطنتی فرانسه، فرانسوی‌ها که نمی‌خواستند پادشاه انگلستان، فرزند ایزابل، زنی بدنام که با توطئه‌ای ادوارد دوم، همسر خود را به قتل رسانده بود، را پادشاه کشور خود کنند، با رد این ادعا، فیلیپ ششم، برادرزاده تنی فیلیپ چهارم را وارث حقیقی تاج و تخت فرانسه دانسته و بدون مخالفت آشکاری، از او به عنوان نخستین پادشاه دودمان والوآ پشتیبانی کردند. هر دو رقیب در ابتدا دست کم در ظاهر، این انتخاب را پذیرفتند و ادوارد حتی شخصاً برای ادای پیمان وفاداری در ارتباط با آکیتن (گوین و دوک‌نشین گاسکونی) به عنوان خراج‌گزار فرانسه، به نزد فیلیپ ششم رفت.
با این حال، ادوارد سوم نمی‌توانست خطر فرانسه را نادیده بگیرد. فرانسه متحد اسکاتلند بود و به آن یاری می‌رساند. فیلیپ ششم به دیوید دوم، پادشاه اسکاتلند در خاک کشورش پناه داده بود و از حملهٔ اسکاتلندی‌ها به شمال انگلستان پشتیبانی می‌کرد. به علاوه نیروهای فرانسوی چندین دهکدهٔ ساحلی انگلیسی را مورد حمله قرار داده بودند و بیم تهاجم گسترده‌تری می‌رفت.
تلاش انگلیسی‌ها برای گسترش قلمروی خود در خاک فرانسه و فشار فرانسوی‌ها برای باز پس گرفتن اراضی تحت سلطه پادشاه انگلستان، موجب بروز درگیری‌های دامنه‌داری بین طرفین شده بود. برای فرانسوی‌ها حضور انگلیسی‌ها در خاک فرانسه غیرقابل پذیرش بود. در ۲۰۰ سال گذشته هر پادشاه فرانسه تلاش کرده بود از طرق مختلف این ناحیه را از چنگ انگلیسی‌ها خارج کند. فیلیپ ششم در نهایت سال ۱۳۳۷ میلادی، این اراضی را مصادره شده خواند تا ادوارد سوم در پاسخ خود را پادشاه راستین فرانسه بنامد و آماده جنگ شود. گفته می‌شود ادوارد بیش از آن که حقیقتاً به دنبال پادشاهی بر فرانسه باشد، خواهان بهانه‌ای جهت پایان دادن به درگیری‌ها بر سر آکیتن بود؛ چرا که آکیتن از اهمیت بالایی برای اقتصاد انگلستان برخوردار بود. این منطقه بزرگ‌ترین صادرکننده شراب در جهان به حساب می‌آمد و مالیات وضع شده بر واردات و صادرات آن با انگلستان درآمد فراوانی نصیب این کشور می‌نمود. علاوه بر این درباریان، مخصوصاً بانوان، در ترغیب ادوارد به این عمل نقش داشته‌اند. فیلیپای انو، همسر ادوارد سوگند یاد کرد اگر پادشاه اقدام به دستیابی به حق مسلم خود در تاج‌وتخت فرانسه نکند جان خود و کودک درون شکمش را خواهد گرفت. بدین صورت درگیری بین دو خاندان سلطنتی والوآ در فرانسه و پلانتاژنه در انگلستان شعله جنگ صدساله بین دو کشور را برافروخت. هیچ‌یک از دو طرف قادر به فهم این نبودند که جنگی را آغاز می‌کنند که علاوه بر تمامی عمر خود، فرزندان و نوادگانشان، تا پنج نسل آینده نیز ادامه خواهد یافت، به طولانی‌ترین جنگ تاریخ اروپا بدل خواهد شد و با گسترش به نقاط دیگر اروپا، ویرانی برای هر دو طرف به ارمغان خواهد آورد.

## آغاز جنگ (۱۳۶۰–۱۳۳۷ میلادی - دوره ادواردی)

### تهاجم نخست انگلیسی‌ها (نبرد سلویس)
در ابتدا با توجه به غلبه نظامی فرانسه به عنوان کشوری با پنج برابر جمعیت انگلستان، به نظر نمی‌رسید این جنگ خطری جدی برای آن باشد. با این حال، سلطه بر دوک‌نشین آکیتن و اتحاد با کنت‌نشین فلاندرز دو جای پای عمده برای ادوارد سوم در مجاورت فرانسه فراهم کرده بود. نخستین لشکرکشی ادوارد به فرانسه با انعقاد آتش‌بس در سال ۱۳۴۲ میلادی، جز پیروزی در نبرد دریایی سلویس در سال ۱۳۴۰ میلادی، بدون حصول نتیجه و موفقیت راهبردی، متوقف شد. به هر صورت، نبرد دریایی اسلویس ناوگان دریایی فرانسه را منهدم و انگلستان را موقتاً بر کانال مانش مسلط کرد. ادوارد ثمره‌ای از این پیروزی حاصل نکرد چرا که نتوانست نیروی کافی برای عملیات زمینی تأمین کند و متحدانش در کشورهای سفلی که به قیمت گزافی گرد آمده بودند اما منفعت چندانی در همراهی او نمی‌دیدند، نیز از او فاصله گرفتند و برخی حتی به فرانسوی‌ها پیوستند. از همین رو، ادوارد که نیروهای خود را ناکافی می‌دید و دارایی خزانه ورشکسته‌اش نیز ته کشیده بود، در انتظار فرصتی بهتر، پادرمیانی پاپ برای آتش‌بس را پذیرفت. او هزینه‌های مرحله نخست جنگ را با استقراض بیش از یک میلیون فلورین طلا از بانک‌های فلورانسی تأمین کرد. پیش‌بینی می‌شد با عواید حاصل از مالیات بر پشم این دیون تسویه شود. ناتوانی ادوارد در باز پس دادن قرض خود به ورشکسته شدن بانک‌های فلورانسی منجر شد و اثر بسیار وخیم و مخربی بر اقتصاد آن منطقه گذاشت.

### نبرد کرسی و سقوط کاله
با گرفتاری به ناتوانی مالی، ادوارد سال ۱۳۴۴ میلادی برای گردآوری نیروی دیگری جهت تهاجم دوم به فرانسه، بزرگان سه طبقه اجتماعی را فراخواند. آن‌ها از او خواستند جنگ را با «نبرد یا یک صلح شرافت‌مندانه» به پایان برساند و در میانه آن به درخواست‌های پاپ یا هر کس دیگری توجه نکند. بزرگان به ادوارد مجوز دادند از تمامی زمین‌داران بخواهد خود شخصاً خدمت نظامی کنند یا جایگزینی بدین جهت تعیین نمایند یا معادل پولی آن را بپردازند. علاوه بر این، ادوارد برای تأمین مخارج این لشکرکشی دست نیروهای خود در غارت‌گری را باز گذاشت. بدین ترتیب ادوارد بار دیگر ماه ژوئیه سال ۱۳۴۶ میلادی به کمک کشتی‌های غیرنظامی مصادره‌شده، با چهارهزار سوار، ده‌هزار تیرانداز و مقداری نیروی پیاده ایرلندی و ولزی راهی نورماندی در شمال فرانسه گشت. پیش از این نیروی دیگری با طی مسیر طولانی‌تری به بوردو منتقل شده و با فرانسوی‌ها در گوین درگیر بودند. نیروهای پادشاه انگلستان در شبه‌جزیره کوتانتن (سواحل نورماندی) پیاده شدند. در این حال دوک نورماندی و نیروهایش در حال نبرد با انگلیسی‌ها در گوین بودند. ادوارد با بهره‌جویی از عدم آمادگی نورمن‌ها، با تقسیم نیروهای خود به سه قسمت، در شمال فرانسه پیش رفت و به غارت «بی‌رحمانه» آن پرداخت. نیروهای کم‌شمار فرانسوی به رهبری کنت او (Eu) و فرمانده ارتش فرانسه مقاومت شدیدی در شهر بدون حصار کان نشان دادند، اما انگلیسی‌ها با ارسال نیروهای کمکی پیروز نبرد کان شدند. فرمانده ارتش فرانسه و تعداد زیادی از ساکنان شهر به اسارت درآمدند و مقدار زیادی غنیمت به دست انگلیسی‌ها افتاد. ادوارد سپس در طول رود سن راه پاریس را پیش گرفت. فیلیپ که در روآن بود، با حرکت در آن سوی رود بدون این که با دشمن درگیر شود، به پاریس بازگشت. در این زمان انگلیسی‌ها به پوآسی در ۳۰ کیلومتری غرب این شهر رسیده بودند. نیروهای ادوارد آبادی‌ها اطراف را غارت کرده و به آتش کشیدند. فیلیپ با صدور فراخوان عمومی هر آن کس را که قادر به حمل سلاح بود، به دفاع طلبید. جارچیان پیام پادشاه را در شهرها و روستا منتشر کردند. عده‌ای از غیرنظامیان آموزش‌ندیده با عجله گرد آمدند. برخی نیز در عوض پول پرداخت کردند که امکان استخدام مزدوران کارآزموده‌تر را داد. با مطلع شدن از نیروی بسیج‌شده اطراف فیلیپ، ادوارد که در این زمان قصد تقابل نداشت، مسیر خود را از پاریس تغییر داد و ظاهراً به قصد فلاندر، به سمت شمال‌شرقی رفت تا با استفاده از کشتی‌های آن، باز بودن راه عقب‌نشینی را تضمین کند.
با راهپیمایی اجباری سپاه فرانسه، پیش از آن که انگلیسی‌ها به ساحل کانال مانش برسند، دو طرف روز ۲۶ اوت سال ۱۳۴۶ میلادی در نزدیکی روستای کرسی در پیکاردی با یکدیگر رودررو شدند. ادوارد ناگریز از نبرد، موضع دفاعی مناسبی بر فراز تپه‌ای عریض اتخاذ کرد. با قرار داشتن در موضعی نامناسب و در شرایط بارانی که اثر نامطلوبی بر شرایط نبردگاه گذاشته بود، فیلیپ به توصیه مشاوران، دستور به توقف و بازگشت طلایه‌داران داد تا نبرد تا روز بعد به تأخیر بیفتد. با این حال شوالیه‌های فرانسوی با «جسارت و تهور ناعاقلانه»، از تبعیت از این فرمان سر باز زدند و پیش از آن که کمانداران خودی امکان عمل بیابند، شروع به بالاتر رفتن از تپه کردند. مزدوران جنوایی با کمان زنبورکی که هنوز به برد کافی برای تیراندازی نرسیده بودند، زیر باران تیر کمان‌های بلند انگلیسی شروع به گریز نمودند. برخورد آن‌ها با شمار دیگری از فرانسوی‌ها که از پشت سر قصد ورود به میدان را داشتند، آشفتگی بزرگی به پا کرد. پایداری و مهارت کمانداران انگلیسی تلفات سنگینی متوجه فرانسوی‌ها ساخت. فیلیپ که خود در این نبرد زخم برداشته بود، پس از تحمل یک شکست سخت، شبانه به کمک کنت انو از معرکه خارج شد. نزدیک به چهار هزار تن از سپاهیان فرانسه از جمله چند کنت و دوک در این نبرد جان باختند. ادوارد که خود از این پیروزی شگفت‌زده شده بود، تلاشی برای تعقیب دشمن نکرد. نیروهای انگلیسی پس از یک روز توقف، با حرکت در طول خط ساحلی به سمت شمال، شهر کاله را به محاصرهٔ خود درآوردند. کانال مانش در این قسمت کم‌ترین عرض را داشت. با مقاومت مدافعان، امر محاصره به درازا کشید. این محاصره طولانی یک‌ساله به خصوص در طول زمستان، نیروی انگلیسی‌ها را به شدت فرسود. فیلیپ نیروی دیگری برای شکستن محاصره کاله فراهم آورد اما کمبود منابع مالی و خسارات نبرد پیشین، مانع از نتیجه‌بخش شدن کار او شد تا بدون درگیری بازگردد. مدافعان کاله با ناامیدی از رسیدن کمک، در نهایت در پی اتمام ذخایر مواد غذایی، ماه اوت سال ۱۳۴۷ میلادی تسلیم انگلیسی‌ها شدند.  سرپیچی ژان، ولیعهد فرانسه از فرمان پدر در انتقال به موقع سپاه از مناطق جنوبی به شمال کشور جهت مقابله با انگلیسی‌ها، یکی از مهم‌ترین عوامل تأثیرگذار در شکست فرانسه در نبرد کرسی و در نهایت از دست رفتن بندر کاله بود. به هر صورت این بار نیز اتمام منابع نقطه پایانی بر پیروزی‌های ادوارد بود و او نتوانست آن‌ها را ادامه دهد.

### نقش شارل دوم، پادشاه ناوار
شارل دوم، پادشاه ناوار ملقب به شارل بد، نوه دختری لوئی دهم، پسرعموی فیلیپ ششم، پدر ژان به حساب می‌آمد. پدر شارل فیلیپ سوم، پادشاه ناوار نوه فیلیپ سوم، پادشاه فرانسه بود. همین نسب شارل با لوئی دهم موجب گشته بود ارتباط نزدیک‌تری به دودمان کاپت نسبت به ژان دوم، پادشاه فرانسه داشته باشد. همین امر شارل را به مدعی بالقوه تاج و تخت فرانسه بدل می‌ساخت. همچنین سلطه شارل بر کنت‌نشین اوِرو در نورماندی در نزدیکی سواحل انگلستان، خطر بزرگی را متوجه ژان و فرانسه می‌کرد. روابط ژان و شارل پس از آنکه ژان کنت‌نشین آنگولم را که متعلق به شارل و خاندان او بود، به ارتشبد جدید فرانسه، شارل د اسپنی سپرد، تیره‌تر شد. شارل در انتقام از این اقدام، ارتشبد را ماه ژانویه سال ۱۳۵۴ میلادی در نورماندی به قتل رساند. شارل با نوشتن نامه‌ای به ادوارد، در صورت دریافت پشتیبانی  برای حفظ اراضی خود در نرماندی، خود را عامل انگلیسی‌ها در فرانسه دانست. علی‌رغم عصبانیت از این حوادث، ژان با نگرانی از همکاری شارل و ادوارد، از در آشتی برآمد. ژان اراضی شارل در نرماندی را بازگرداند، از خون شارل د اسپنی گذشت و او را برای مصالحه به پاریس دعوت کرد. شارل این دعوت را پذیرفت و ماه مارس سال ۱۳۵۴ میلادی توافق بین طرفین صورت گرفت.

### تاخت‌وتاز شاهزاده ادوارد

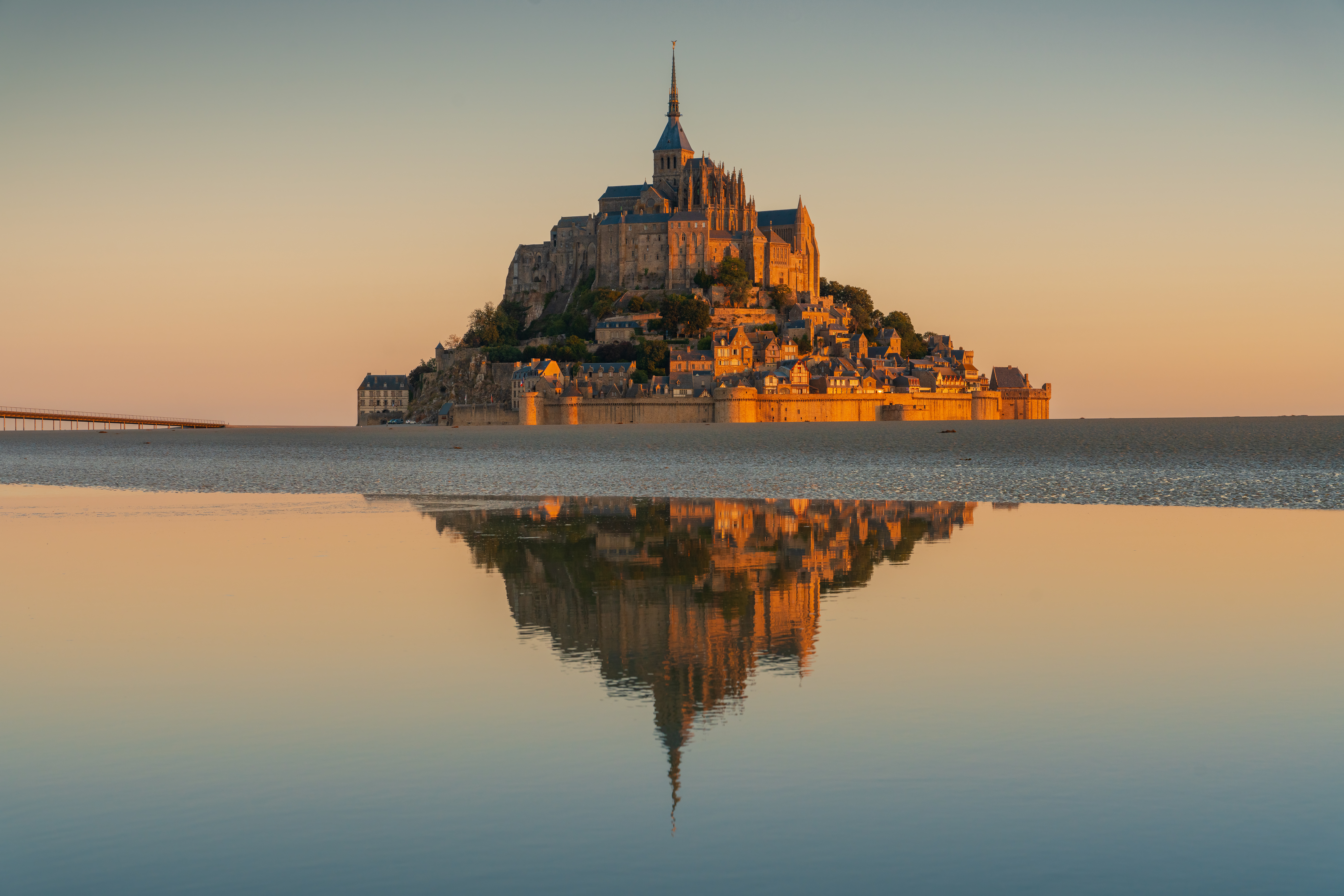
مون سَن-میشِل یک جزیرهٔ صخره‌ای کوچک در نرماندی، فرانسه است. این مکان در جریان جنگ صدساله، تحت کنترل فرانسه بود و به عنوان یک دژ غیرقابل تسخیر باقی ماند، هرچند که بارها توسط انگلستان مورد حمله قرار گرفت.

تحت فشار پاپ و خزانه‌های خالی، ژان و ادوارد وارد مذاکره برای یک صلح دائمی شدند. به هر حال فرانسوی‌ها حاضر به پذیرش صلحی که کاملاً به نفع انگلیسی‌ها بود، نبودند. بدین ترتیب پس از چهار سال ترک مخاصمه درگیری‌ها از سر گرفته شد. شارل دوم مجدداً با انگلستان پیمان بست و وعده همکاری با آنها در نورماندی را داد. ادوارد فرانسوی‌ها را به پیمان‌شکنی متهم و با راضی نمودن مجلس، نیروهای انگلستان را بهار و تابستان سال ۱۳۵۵ میلادی دوباره بسیج کرد. دو نیرو یکی تحت امر پسر و ولیعهدش ادوارد با مقصد بوردو و دیگری به فرماندهی هنری، دوک لنکستر به مقصد نورماندی، راهی فرانسه شدند. شاهزاده ادوارد با شرایط مساعد دریا در عرض سه یا چهار روز به بوردو رسید. او با خود هزار سوار، دو هزار تیرانداز و مقدار زیادی پیاده‌نظام ولزی همراه داشت. با پیوستن شماری از نیروهای محلی در گاسکون به آن‌ها توان شاهزاده به ۹ هزار نفر بالغ می‌شد. مأموریت این نیروها نه تسخیر بلکه تاراج اراضی تا شعاع ۴۰۰ کیلومتری تا ناربون بود تا حاکمان محلی را پیوستن به ژان بازدارد و به عایدی اقتصادی آن از این منطقه ضربه بزند. انگلیسی‌ها در طی ماه‌های اکتبر و نوامبر سال ۱۳۵۵ میلادی آبادی‌ها و شهرهای فراوانی را در جنوب‌غربی فرانسه به آتش کشیدند. آن‌ها با گذشتن از کنار تولوز، کارکاسون و ناربون را غارت کردند. شاهزاده ادوارد حتی چند بار درخواست شهرها برای در امان ماندن در قبال پرداخت پول را رد کرد. تا بدین زمان هیچ مقاومت سازمان‌یافته‌ای از سوی فرانسوی‌ها صورت نگرفت. نارضایتی حاکمان محلی از جمله کنت‌نشین فوآ از دستگاه سلطنت فرانسه و درگیری داخلی بین آن‌ها، از عوامل مؤثر این مسئله بود. شاهزاده ادوارد با فرارسیدن زمستان با غنائم بسیار به پایگاه خود در بوردو بازگشت.
در همین حال شرایط نامساعد دریا اجازه شروع به حرکت دیگر نیروی انگلیسی به مقصد نورماندی تا اواخر ماه اکتبر را نداد؛ زمانی که دیگر موسم لشکرکشی به پایان رسیده بود. به هر صورت دوک لنکستر در همراهی با شاه ادوارد، به جای شربورگ در نورماندی، روز ۲ نوامبر وارد کاله شد. او با نیرویی بالغ بر ۱۰ هزار نفر راه نبرد با ژان را در پیش گرفت و در مسیر مناطق پا-دو-کاله، آرتوآ و پیکاردی را غارت کرد. در طرف مقابل ژان نیز با اعلام بسیج عمومی ماه مه تمامی مردان هجده تا شصت ساله را به خدمت نظامی فراخواند. در مواجهه با اجابت ضعیف، این فراخوان در طول تابستان در پاریس و تمامی مراکز مهم برای چندین بار تکرار شد. با توجه به کم‌فایده بودن خدمت نظامی توده افراد، ترجیح حاکمیت فرانسه بر دریافت معادل پولی جهت استخدام مزدور بود. از این رو محدودیت‌های جسمانی برای جذب نیرو وضع شد. به هر صورت این فرایند زمان‌بر بود و نارضایتی اشراف از آن را تشدید می‌کرد. بدین شکل نیرویی که ژان در ماه نوامبر برای مقابله به شمال گسیل کرد هنوز کامل بود. این نیرو روز ۱۱ نوامبر به سن اومر در پا-دو-کاله رسید و با انگلیسی‌ها برخورد کرد اما درگیری پدید نیامد. فرانسوی‌ها سیاست زمین سوخته را در پیش گرفته و با قربانی کردن جمعیت محلی، هرگونه تدارکات در دسترس را سوزانده یا با خود برداشتند تا آن را از دشمن دریغ کنند. با وجود این که تاکتیک زمین سوخته زمستان سختی را بر مردم تحمیل کرد اما دشمنان انگلیسی را وادار به عقب‌نشینی به سمت دریا نمود. ادوارد تنها پس از ده روز از ورود به فرانسه، با اطلاع از تهدیدی که با تحریک فرانسوی‌ها از جانب اسکاتلندی‌ها متوجه انگلستان شده بود، به سرزمین خود بازگشت.

### اقدامات ژان دوم و نبرد پواتیه
ژان برای تأمین مخارج نیروهایش بزرگان سه طبقه اجتماعی را ماه دسامبر سال ۱۳۵۵ میلادی در پاریس گردآورد. شورا پذیرفت ۳۰ هزار نیروی زبده برای یک سال، با خرج حدود پنج میلیون لیور، در اختیار پادشاه قرار دهد؛ به این شرط که مخارج نه توسط خزانه او، بلکه زیر نظر کمیته‌ای از سه طبقه مصرف شود. این مخارج با دریافت مالیات از اعضای هر سه طبقه و همچنین بستن مالیات بر نمک تأمین می‌شد. ژان در ادامه شارل دوم، پادشاه ناوار را که همچنان در حال دردسر آفرینی و توطئه‌چینی علیه او بود، ماه آوریل سال ۱۳۵۶ میلادی در مهمانی شارل، پسر و ولیعهدش که دوک نورماندی هم به حساب می‌آمد، در روآن دستگیر کرد. عده‌ای از همراهان شارل دوم، از جمله ژان، کنت آرکور، چند روز بعد به اتهام خیانت گردن زده شدند و اجسادشان برای دو سال بر دار آویخته ماند. خود شارل دوم در پاریس زندانی و املاکش در نورماندی دوباره مصادره شد. این اقدامات خشم خاندان‌هایی را که با اعدام‌شدگان نسبت داشتند، هر چه بیشتر علیه ژان برانگیخت؛ درحالی‌که تهدید واقعی یعنی شارل دوم هنوز از میان نرفته بود. ژوفروآ، برادر ژان، کنت آرکور و فیلیپ، برادر شارل دوم، علیه پادشاه فرانسه سر به شورش برداشته و از پادشاه انگلستان یاری خواستند. این دو هنگامی که نیروهای انگلیسی ماه ژوئیه سال ۱۳۵۶ میلادی در شربورگ پیاده شدند، با ادوارد سوم به عنوان پادشاه فرانسه عهد وفاداری بستند. نیروهای انگلیسی تحت فرمان دوک لنکستر به طرف برتانی رفتند و همزمان شاهزاده ادوارد با دریافت نیروی کمکی، با هشت هزار نفر حملات خود از بوردو را این به سمت شمال از سر گرفت. قصد این نیرو اتصال به یکدیگر و وارد آوردن خسارت بیشتر به اراضی فرانسه بود. شاهزاده ادوارد، ضمن غارت هر آنچه در مسیر بود، اوایل ماه سپتامبر سال ۱۳۵۶ میلادی به رود لوآر در قلب فرانسه رسید. با مشاهده پل‌های منهدم‌شده، انگلیسی‌ها به سمت تور در غرب چرخش کردند. با اطلاع از نزدیک شدن یک سپاه بزرگ فرانسوی به سمت آن‌ها، شاهزاده ادوارد پس از چهار روز، بدون منتظر ماندن برای اتصال به نیروی دوک لنکستر، رو به جنوب کرد تا به مواضع امن خود در بوردو بازگردد. فرسودگی وارد آمده به نیروهای شاهزاده ادوارد سبب بی میلی او بر درگیری با دشمن شد.
ژان در ابتدا به سمت نیروی دوک لنکستر رفت و پس از سد کردن مسیر آن، متوجه تهدید شاهزاده ادوارد در جنوب شد. اعلام بسیج، با همکاری اشراف، نیروی زیادی را از سرتاسر فرانسه برای ژان در شارتر گرد آورد. چهار پسر ژان، ۲۶ کنت و دوک، بیش از ۳۰۰ بارون و تقریباً تمامی حاکمان خردتر جزو همراهان پادشاه بودند. این بزرگ‌ترین سپاه فرانسه در این سده به حساب می‌آمد. اختلاف نظر فراوانی در ارتباط با شمار قوای این سپاه وجود دارد. با وجود نقل اعدادی تا ۸۰ هزار نفر، به نظر می‌رسد چیزی حدود ۱۶ هزار نفر بوده است. به هر صورت این نیرو متشکل از پرچم حاکمان ریز و درشت مختلف، از انسجام چندانی برخوردار نبود. اواسط ماه سپتامبر سال ۱۳۵۶ میلادی، سپاه ژان با گذر از رود لوآر، انگلیسی‌ها را به طرف جنوب تعقیب کرد. فرانسوی‌ها در تلاش بودند با رساندن خود به پواتیه، دشمن را دور بزنند و مسیر عقب‌نشینی آن را قطع کنند. در این هنگام پاپ با اعزام دو کاردینال به نزد شاهزاده ادوارد به دنبال پایان دادن به درگیری بود. با این حال شاهزاده در این زمان با اطمینان از توان خود، مذاکره برای مصالحه را رد کرد. چند روز دیگر حرکت دو سپاه به سمت جنوب ادامه یافت و فاصله به مرور کمتر شد. در نهایت نخستین برخورد دو طرف روز ۱۷ سپتامبر در چند کیلومتری غرب پوآتیه به وقوع پیوست تا انگلیسی‌ها مجبور به چرخش و رود در رو شدن با دشمن شوند. این بار نیز انگلیسی‌ها موضع مناسبی برای نبرد بر فراز یک زمین شیب‌دار پوشیده از درخت برگزیدند. در این حال یکی از کاردینال‌ها پادشاه فرانسه را که مطمئن از پیروزی بود، برخلاف نظر فرماندهان ارشد، راضی به اجتناب از نبرد در روز مقدس یکشنبه کرد تا فرصت بیشتری برای میانجیگری فراهم آید. در پی مذاکره کاردینال‌ها با او، شاهزاده ادوارد که هم‌اینک در اطمینان خود از پیروزی متزلزل شده بود، پیشنهاد ترک مخاصمه برای هفت سال و بازگردانده شدن تمامی اراضی اشغال‌شده اخیر به فرانسه را ارائه کرد. این پیشنهادها نشان‌گر وضعیت ناچار انگلیسی‌ها بود که دچار کمبود آب بودند. ژان مغرور از اطمینان از پیروزی، پذیرش پیشنهاد انگلیسی‌ها را به تسلیم شدن شاهزاده ادوارد و ۱۰۰ تن از شوالیه‌های او به عنوان اسیر منوط کرد. در این حال، انگلیسی‌ها به بهره‌گیری از تأخیر پیش‌آمده مواضع خود را بهبود بخشیده و موانعی ایجاد نمودند. با رد درخواست ژان توسط شاهزاده ادوارد، فرانسوی‌ها شروع به برنامه‌ریزی برای نبرد کردند. نمایندگان پاپ در تلاش بودند آغاز درگیری را دست کم تا کریسمس به تعویق بیندازند. به ژان توصیه شد به جای حمله مستقیم به مواضع آماده آن‌ها، حلقه‌ای از محاصره حول دشمن ایجاد شود. این پیشنهاد که مغایر اصول شوالیه‌گری به حساب می‌آمد، رد شد. فرانسوی‌ها تصمیم به تهاجم با پیاده‌نظام گرفتند. با این حال شکستن خط به ۳۰۰ سوار زبده با فرماندهی هر سه مقام ارشد ارتش، محول شد. روز بعد، ۱۹ سپتامبر، فرانسوی‌ها نیروی خود را به سه گردان تقسیم و آن‌ها پشت سر یکدیگر ردیف کردند. شارل، ولیعهد نوزده ساله فرانسه که تجربه هیچ جنگی را از پیش نداشت، فرمانده نمادین گردان پیشین بود. فیلیپ، برادر بیست ساله ژان با شرایط مشابه، فرماندهی گردان دوم را بر عهده داشت. خود پادشاه فرانسه هم سومین گردان را فرماندهی می‌کرد.
با آغاز حمله، سواران فرانسوی زیر باران تیر کمانداران دشمن که مواضع محافظت شده تیراندازی می‌کردند، متحمل تلفات سنگین گشتند. در درگیری متعاقب تن به تن مارشال کلرمون و فرمانده ارتش فرانسه کشته شدند و آرنو دو درهم به اسارت درآمد. بیشتر دیگر شوالیه‌های فرانسوی هم جان باختند یا اسیر شدند. در همین حین گردان پیاده ولیعهد فرانسه در حال ورود به میدان نبرد بود. درگیری شدیدی بین این گردان و انگلیسی‌ها پدید آمد. به هر صورت با ضعف در فرماندهی، این یگان فرانسوی شروع به عقب‌نشینی کرد. با وجود به غنیمت درآمدن پرچم ولیعهد فرانسه، احتمالاً به جهت حفظ جان پسران پادشاه، بیشتر نفرات گردان قادر به گریز شدند. در برخورد با نیروهای در حال عقب‌نشینی ولیعهد، فیلیپ، فرمانده گردان بعدی نیز در حالی که شاید می‌توانست با نیروهای تازه‌نفس خود فشار بر دشمن را حفظ کند و ورق را برگرداند، تصمیم به بازگشت به سمت شهر پواتیه بدون درگیری گرفت. ژان در مواجهه با فاجعه در حال رقم خوردن، دستور به پیشروی گردان خود داد. این گردان بزرگ‌تر از دو گردان دیگر در برخورد با دشمن درگیری شدیدی را پدیدآورد. شاهزاده ادوارد به توصیه جان شاندوس، دستور به حمله گروهی از سواران خود به از پشت سر به سمت پرچم پادشاه فرانسه داد درحالی‌که خود با سواران ذخیره و مابقی گردان به شکل مستقیم حمله‌ای ترتیب داد. در این حین ژوفروآ دو شانتی، پرچم‌دار پادشاه فرانسه در حالی که همچنان پرچم را در دست داشت، کشته شد. حلقه محافظان ژان، درحالی که تعدادی از آن‌ها به شدت زخمی شده بودند، همچنان مقاومت شدیدی از خود نشان می‌دادند. به هر صورت در همین هنگام دونی دو موربک، شوالیه تبعیدی فرانسوی که در خدمت انگلیسی‌ها بود، به پادشاه فرانسه نزدیک شد و از او خواست تسلیم شود. ژان ناچار خود را تسلیم کرد. با تسلیم شدن پادشاه، مابقی شوالیه‌های فرانسوی نیز دست از نبرد کشیدند. به هر صورت علاوه بر ژان، یک اسقف اعظم، ۱۳ کنت، ۵ ویکونت، ۲۱ بارون و حدود دو هزار شوالیه، ملازمان آن‌ها یا اشراف‌زادگان دیگر فرانسوی اسیر انگلیسی‌ها شدند. آن‌هایی که می‌توانستند، جهت اجتناب از اسارت، به سمت به پواتیه گریختند. در باب تلفات فرانسوی‌ها در نبرد پواتیه اختلاف نظر زیادی وجود دارد. بیش از ۲۴۰۰ اشراف‌زاده در این نبردگاه کشته شدند. به هر صورت شمار بالای اسرای فرانسوی اثر گران‌تری نسبت به کشته‌ها بر شرافت آن‌ها گذاشت.
در پی این پیروزی، با توجه به مستهلک شدن قوا و جهت حفظ غنائم به دست آمده، شاهزاده ادوارد حرکت به سمت دوک لنکستر را رها کرد و به سمت بوردو بازگشت. هیچ اقدامی از جانب فرانسوی‌ها برای نجات ژان در این مسیر ۲۰۰ کیلومتری صورت نگرفت. در پی سهم‌خواهی گاسکونی‌ها در به اسارت درآوردن ژان، ۱۰۰ هزار فلورین از طرف انگلیسی‌ها به آن‌ها پرداخت شد. در این حال نمایندگان پاپ همچنان در تلاش برای ایجاد صلح بودند. درحالی‌که مذاکره‌کنندگان فرانسوی تقریباً همگی اسیر شده بودند و شارل، ولیعهد نیز درگیر نابسامانی‌های پایتخت بود، زمستان بدون حصول توافق عمده، جز یک آتش‌بس دو ساله، سپری شد. شاهزاده ادوارد ماه مه سال ۱۳۵۷ میلادی، هفت ماه پس از نبرد پواتیه، ژان و سایر اسرا را به انگلستان منتقل کرد.

## مرحله دوم جنگ (۱۳۸۹–۱۳۶۹ - دوره شارلی)
مرگ ژان دوم در اسارت سبب روی کارآمدن فرزندش شارل پنجم شد. شارل پنجم پیمان برتینی را سال ۱۳۶۹ میلادی نادیده گرفت. در این هنگام انگلیسی‌ها حدود یک چهارم از خاک فرانسه را در تصرف خود داشتند. او توانست پس از سامان دادن به اوضاع داخلی فرانسه و اتحاد با تاج کاستیا، نواحی اشغال‌شده توسط انگلیسی‌ها را پس بگیرد.
ماه ژوئن سال ۱۳۷۵ میلادی یک آتش‌بش یک‌ساله برقرار شد و مقرر گردید مذاکرات از ماه نوامبر از سر گرفته شود. این آتش‌بش دسته‌های مزدور را بی‌کار کرد و آن‌ها دوباره مشغول یاغی‌گری و تاراج اراضی فرانسه شدند. برای خلاصی از این شرایط، فرانسوی‌ها به این فکر افتادند که این دسته‌های مزدور را راهی جنگ‌های خارجی کنند. از این رو به آنگران هفتم، سنیور کوسی پیشنهاد شد در پیگیری ادعاهای سرزمینی خود، ۲۵ دسته از این مزدوران را از سراسر فرانسه گردآوری کند و با آن‌ها به جنگ دوک هاپسبورگِ اتریش برود؛ در این صورت پادشاه فرانسه ۶۰٬۰۰۰ لیور از دستمزد آن‌ها و تمامی هزینه‌های این لشکرکشی را می‌پرداخت. آنگران که در خود توانایی مالی لازم برای پیگیری مستقل  چنین جنگی را نمی‌دید، این پیشنهاد را پذیرفت. حتی پاپ هم ۵٬۰۰۰ لیور به یکی از دسته‌ها پرداخت تا به همراه آنگران بروند و از اوینیون خارج شوند. این دسته‌ها، با غارت اراضی مسیر خود، بالاخره همراه آنگران ماه سپتامبر از فرانسه خارج شدند.

## مرحله سوم جنگ (۱۴۱۵-۱۴۵۳ - دوره لنکستر)
سال ۱۴۱۵ میلادی هنری پنجم، پادشاه انگلستان، نیروهای زیادی را در فرانسه پیاده کرد و پس از پیروزی در نبرد آزینکورت و فتح نورماندی، با شارل ششم، پسر شارل پنجم پیمانی امضا نمود تا پس از او، هنری پادشاه فرانسه شود. فرانسوی‌ها این پیمان را نپذیرفتند. انگلیسی‌ها پس از به تخت نشستن شارل هفتم، به سرعت پاریس را اشغال کرده و به سوی اورلئان تاختند. باقی‌ماندهٔ ارتش از هم پاشیدهٔ فرانسه به اورلئان رفت و از آن دفاع کرد. محاصرهٔ اورلئان ۲۰۰ روز طول کشید اما انگلیسی‌ها نتوانستند به قلعه وارد شوند؛ زیرا مردم اورلئان با هر چیز مشتعلی که به دستشان می‌رسید، مهاجمان را به عقب می‌راندند.